# Juan Diego Cuauhtlatoatzin
Juan Diego Cuauhtlatoatzin (Cuauhtitlán, 1474-Tepeyac, 30 de mayo de 1548) fue un campesino chichimeca. De acuerdo a la tradición católica, él fue el indígena novohispano que presenció la aparición mariana de la Virgen de Guadalupe en 1531. Fue beatificado en 1990 y canonizado en 2002, en ambos casos por el papa Juan Pablo II. Juan Diego es el primer santo indígena de América y el tercer santo de México en ser canonizado tras San Felipe de Jesús y el grupo de 27 mártires de la Guerra Cristera.
La primera mención de Juan Diego se encuentra en el Nican mopohua, (1556), atribuido a Antonio Valeriano de Azcapotzalco, quien habría sido un indígena letrado por conventos jesuitas y que presuntamente habría escrito el primer manuscrito en 1556. Este texto fue incluido en el libro Huei tlamahuiçoltica, publicado por primera vez en 1649, por Luis Lasso de la Vega, capellán encargado del templo dedicado a la Virgen de Guadalupe en Tepeyac, a unos diez kilómetros de la Ciudad de México, el cual también incluyó Nican Motecpana y Nican Tlántica. Juan Diego también aparece en el Códice Escalada.

## Biografía

### Primeros años y vida
Según la narración de Luis Lasso, Juan Diego nació siendo un indígena de etnia chichimeca en 1474, en el barrio de Tlayácac de la ciudad de Cuauhtitlán, que pertenecía al reino de Texcoco.
Fue criado por su tío Juan Bernardino, después de haber muerto los padres. Juan Diego se casó y celebró el matrimonio cristiano, con María Lucia Cuautitlán y fue padre de familia. Ya adulto y, atraído por la doctrina de los padres franciscanos llegados a México en 1524, recibió el bautismo junto con su esposa María Lucía, según Lasso, fue bautizado por los primeros misioneros franciscanos en torno al año de 1524. Vivió castamente y fue un hombre de fe, coherente con sus obligaciones bautismales, nutriendo regularmente su unión con Dios mediante la eucaristía y el estudio del catecismo. El matrimonio fue recogido en una pintura de autor desconocido que se encuentra en una capilla, construida por los vecinos del lugar, junto a la casa donde vivió Juan Diego y el lugar fue registrado en el glifo toponímico de Tolpetlac en Códice Boturini. 
Juan Diego era un hombre considerado piadoso por los franciscanos y agustinos asentados en Tlatelolco, donde aún no había convento ni iglesia, sino lo que se conocía como «doctrina», una choza donde se oficiaba misa y se catequizaba. Juan Diego hacía un gran esfuerzo al trasladarse cada semana saliendo «muy temprano del barrio de Tlayacac, Cuautitlán, que era donde vivía, y caminar hacia el sur hasta bordear el cerro del Tepeyac».[cita requerida] Tras la muerte en 1529 de su esposa de María Lucía, Juan Diego se mudó para vivir cerca de su tío en Tulpetlac. 

### Apariciones marianas
Según lo escrito por Luis Lasso de la Vega y de acuerdo con la tradición, en 1531, diez años después de la conquista de Tenochtitlan, el sábado 9 de diciembre de 1531 (a sus ya 57 años de edad) muy de mañana en el cerro del Tepeyac escuchó el canto de una coa mexicana (Trogon mexicanus), llamada tzinitzcan en idioma vernáculo, anunciándole la aparición de la Virgen de Guadalupe. 
Ella se le apareció cuatro veces entre el 9 y el 12 de diciembre de 1531 y le encomendó decir al entonces obispo, fray Juan de Zumárraga, que en ese lugar quería que se edificara un templo. La Virgen de Guadalupe le ordenó a Juan Diego que cortara unas rosas que misteriosamente acababan de florecer en lo alto del cerro para llevarlas al obispo Zumárraga en su ayate. La tradición refiere que cuando Juan Diego mostró al obispo las hermosas flores durante un helado invierno, se apareció milagrosamente la imagen de la Virgen, llamada más tarde Guadalupe por los españoles, impresa en el ayate. El prelado ordenó la construcción de una ermita, donde Juan Diego Cuauhtlatoatzin viviría por el resto de sus días custodiando el ayate en la actual capilla de indígenas.

## Últimos años
Dejó su tierra, sus bienes y a los suyos y con permiso del Obispo, pasó a vivir en una pobre casa junto al templo de la «Señora del Cielo», donde la acogida de los peregrinos que visitaban el pequeño oratorio era su preocupación y mantener limpia la capilla. Su esposa, falleció en 1529. Su tío Juan Bernardino falleció en 1544 a la edad de 88 años. Murió en la Ciudad de México el 30 de mayo de 1548, a la edad de 74 años, envuelto en una sólida fama de santidad.

## Beatificación
Fue beatificado (junto a San José María Yermo y Parres y los beatos Niños Mártires de Tlaxcala) en la Basílica de Guadalupe de la Ciudad de México el 6 de mayo de 1990, durante el segundo viaje apostólico a México del papa Juan Pablo II. Finalmente fue canonizado en 2002 por el mismo Juan Pablo II, y la Iglesia católica celebra su festividad el día 9 de diciembre.

## Origen etimológico del nombre Cuauhtlatoatzin
Una traducción más exacta sería ‘el que habla como águila’. Así entonces, Cuauhtlahtoa (lit. ‘hablar como águila/él habla como águila’) se traduce más exactamente como ‘el que habla como águila’. 
Se ha traducido del náhuatl en ciertos lugares, el nombre Cuauhtlatoa como ‘águila que habla’ (como en Our Lady of Guadalupe and saint Juan Diego: the historical evidence : xx ). Dicha traducción, sin embargo, requiere algunas precisiones. Si el nombre Cuauhtlatoa está efectivamente relacionado con las palabras cuauhtli, ‘águila’ y tlahtoa, ‘hablar’, este debería escribirse con una h intermedia, esto es, Cuauhtlahtoa y no Cuauhtlatoa. 
En el náhuatl del siglo XVI, un compuesto de un sustantivo (cuauhtli) y un verbo intransitivo (tlahtoa) indica una relación de comparación en la que el sustantivo desempeña una función adverbial, esto es, el sustantivo describe la manera en la que la acción del verbo se lleva a cabo.: 172–173  Algunos ejemplos de este tipo de compuesto son pitzonemi, ‘andar sucio’ (lit. ‘vivir (nemi) como cerdo (pitzotl)’, ‘hablar con rudeza’ (lit. ‘hablar como cerdo’).
De forma adicional, la forma verbal cuauhtlahtoa también puede interpretarse figurativamente como ‘ejercer un gobierno militar’. Como nombre propio, Cuauhtlahtoa fue el nombre del tercer rey de Tlatelolco, quien conquistó Cuauhtinchan y fue asesinado por orden de Maxtlaton, señor de Azcapotzalco.: 222  La forma honorífica es Cuauhtlahtoatzin, y así aparece en una lista de hijos de Itzcoatl.: 203 

## Controversia por su historicidad
Pese a las defensas de José Bravo Ugarte,
Robert Ricard, Ernesto de la Torre Villar con Ramiro Navarro de Anda,
Jacques Lafaye,
Juan Suárez de Peralta,
Juan de Torquemada,
etc; sectores historiográficos significativos han cuestionado la existencia de Juan Diego como un personaje histórico real. 
Presentándose tesis contrapuestas para su negación, como quienes afirmarían que fue por causa de una transposición de la diosa (Tonantzin), o si fue una adaptación de tradiciones españolas hacia los indios del Reino de México (apelando a coincidencias con la patrona de Extremadura), o una invención Criollista de un proto-Nacionalismo mexicano, o una creación del sujeto basándose en la dialéctica de una epistemología Idealista. Defensores de esta tesis revisionista antiaparicionista han sido:
- El escritor español Juan Bautista Muñoz (protegido de Carlos III de España como «cosmógrafo mayor de Indias»), quien el 18 de abril de 1794 declaró, durante un discurso frente a la Real Academia de la Historia,[24] que la aparición de la Virgen carecía de fundamento histórico,[22] basándose en que no habría obtenido ni una alusión acerca del hecho guadalupano en documentos religiosos del Siglo XVI en México. Estudios contemporáneos cuestionarían sus resultados por sus limitaciones metodológicas y a irregularidades de la época para tener acceso a las fuentes.[25]

Muñoz no conoció muchos documentos que hoy tenemos y que poquísimos habían sido editados, pero decir que por eso no existía tan siquiera una letra, una alusión sobre todo sabiendo y reconociendo él mismo que había documentos indígenas inconvertibles, por lo que se zafó del problema, suponiendo que debían ser tardíos o falsificados, llamándolos papeles mugrientos, y porque en todo caso, por ser indios, no valían nada.
Fidel González, Eduardo Chávez y José Luis Guerrero (2000): El encuentro de la Virgen y Juan Diego (pág. 5). México: Editorial Porrúa, 2000.

- El fraile católico liberal Servando Teresa de Mier,[26] quien, en un sermón del 12 de diciembre de 1794, afirmaría herejías de que el apóstol Tomás había sido Quetzalcóatl, así como que Jesucristo fuese Huitzilopochtli, y que las acciones de Juan Diego en realidad habrían sido las de encontrar una capa del apóstol Tomás, por el que María Santísima se habrían retratado antes de morir, y que la Virgen se había encontrado oculta en México. Aquello le habría ganado una condena por la Inquisición española y considerado alguien demente.[25]
- El filólogo e historiador Joaquín García Icazbalceta, mexicano de ascendencia española,[26] quien hizo negaciones del hecho guadalupano en su Carta antiaparicionista de 1883 (dirigida al Arzobispo de México, Pelagio Antonio de Labastida y Dávalos), en gran medida con explicaciones más elaboradas, pero bajo los mismos argumentos de Servando y Muñoz, por el que, con respecto a Juan Diego, opinaría que “A quien no consideraba real, pero sí tonto y semi idólatra”. A pesar de ser católico y creer en los milagros, se volvería el fundador de la historiografía antiaparicionista moderna, de carácter serio y académico.[27][25]
- El investigador Richard Nebel, mexicanista bávaro de la Facultad de Teología de la Universidad de Wurzburgo,[28] quien trataría de probar que hay una continuidad y amalgamación entre la diosa azteca Tonantzin con la Virgen de Guadalupe, producto de un proceso de transculturación y sincretismo religioso entre la tradición precolombina y la tradición católica. Sin embargo, sería cuestionado de que es un razonamiento mayormente especulativo.[25]

Para Nebel, lo decisivo es la traslación injustificada de una hipótesis literaria al terreno de los acontecimientos. La hipótesis se refiere al esquema de la narración de la aparición. Tras ponerlo a partir de la historia de la Virgen de Guadalupe extremeña, y compararlo con la narración del Nican mopohua, se siente autorizado a considerar que lo más probable es que fuera una creación literaria con fines de evangelización.
Fidel González, Eduardo Chávez y José Luis Guerrero, El Encuentro de la Virgen de Guadalupe y Juan Diego (México: Editorial Porrúa, 2000), p. 16.

- Sandro Corradini (relator de la Congregación para la Causa de los Santos), quien declaró en 1982 que «De Juan Diego no hay nada. La Virgen de Guadalupe es un mito con el que los franciscanos evangelizaron a México».[20]
- El historiador Edmundo O'Gorman, del Instituto de Investigaciones Históricas de la Universidad Autónoma de México, quien en 1986 publicaría su obra Destierro de sombras: luz en el origen de la imagen y culto de Nuestra Señora de Guadalupe, por el que, en un esfuerzo por refutar a Ángel María Garibay, defendería la hipótesis de que Antonio Valeriano se inventó el relato basándose en que la imagen debería datar de 1555-1556 (aunque sin resolver la cuestión de por qué el relato se situaría en 1531) y afirmando que la devoción la creó Montúfar contra los franciscanos. Sin embargo, sería cuestionada su tesis por Miguel León Portilla.[25]

Opina que Valeriano condensó una tradición ya existida de las apariciones, y que Juan Diego existía, ligado a las mismas. Don Juan Bautista Muñoz también contradice a O’Gorman, pues afirma que la devoción comenzó a pocos años de la Conquista, y que cuando el Arzobispo Montúfar llegó, en 1554, ya encontró muy difundida la devoción guadalupana en la ermita del Tepeyac.
Cfr. Miguel León Portilla, Historia documental de México (México: Editorial UNAM-Instituto de Investigaciones Históricas México, 1974). Segunda edición, 2 vols.

- El historiador británico, David A. Brading, catedrático de la Universidad de Cambridge y ex director del Centro de Estudios Latinoamericanos, quien dijo que de Juan Diego «no hay pruebas históricas» y cuestionando la defensa del presbítero criollo Miguel Sánchez en su libro Imagen de la Virgen María y concluyendo, al igual que Stafford Poole, que Juan Diego no entra en escena hasta 1648.[25][19]
- El sacerdote e historiador de Los Ángeles, Stafford Poole, quien declaró que «Hasta 1648, no se sabe nada de Juan Diego», además de con respecto a las conversiones masivas de indígenas tras el suceso «es una leyenda. Las investigaciones indican lo contrario, que el progreso de las misiones en aquellos años fue muy lento».[19] Habiendo publicado un libro para la Universidad de Arizona en 1995 referido al tema[29] y defendiendo la hipótesis de que los criollos crearon a la Virgen de Guadalupe como un mero símbolo de identidad social y religiosa americana, siendo su pintura fraguada por Alonso de Montúfar.[25]

El P. Stafford Poole se limita, en cambio, a afirmar que no hubo conversión masiva de los indígenas, sin probar su tesis. Asimismo, el P. Guerrero refuta que la idea de que la «ermita la fundó Montúfar», por medio de testimonios tan conocidos como la carta del Virrey Enríquez y el mapa de Upssala. Da también razón del porqué del «supuesto silencio documental» del acontecimiento guadalupano del siglo XVI, explicando que los españoles de la época no pudieron darle la importancia que hoy le damos los guadalupanos. Defiende también la importancia de las Informaciones de 1666, demostrando que valen más de lo que Poole les concede. Es un apéndice bastante grueso, en el que Guerrero refuta a Poole, pero interesante para quienes quieran leer las conclusiones del último y las deficiencias en que incurrió.
Jesús Hernández, Impugnadores

- El exabad de la Basílica de Guadalupe, Guillermo Schulenburg,[30] quien, pese a ser aparicionista hasta los años 80s,[25] declaró el 6 de mayo de 1990 que su canonización era un disparate, pues no estaría comprobada la existencia del personaje, afirmando que «Juan Diego es un símbolo, no una realidad».[23] Con el apoyo del arcipreste Carlos Warnholtz y el bibliotecario Esteban Martínez, mandaría cartas al Vaticano para evitar la canonización, citando las tesis de José Martín Rivera cuestionando la historicidad del Nican mopohua.[25][26] Posteriormente se retirarían o serían dimitidos de sus funciones en el clero, además de ser acusados de «racistas antiindios»,[19] con Schulenburg siendo clasificado de hereje y hombre que se aprovechó de la devoción guadalupana para enriquecerse.[31]
- El sacerdote Manuel Olimón, profesor de la Universidad Pontificia de México, quien dijo que «En vías de canonización, se encuentra más un mito y un símbolo que un ser de carne y hueso».[19] Gran parte de su tesis contra la existencia de Juan Diego se apoyarían en Stafford Poole o Xavier Nogués, y terminaría repitiendo la tesis de que los testimonios históricos como el Códice Escalada han sido insuficiente, incluido también investigaciones de verificabilidad como las Informaciones de 1666.[25]

El hecho histórico de Juan Diego es algo que se ha puesto en duda, es decir, sí existió, sí hay registros de que existió un indígena de esas características, pero no hay un registro de que se le haya aparecido la imagen, es decir, la Virgen de Guadalupe. De hecho, en los registros y en los relatos de Zumárraga, el obispo en ese entonces, no hay relato, y eso hubiera sido relevante para el hecho mismo de haberlo narrado, pero esto no quita nada que la gente siga teniendo esta parte en la creencia en el tema religioso (...) lo cuestionado por historiadores es que, quien podía tener acceso al obispo no era cualquier indígena pobre, había que tener cierto estatus para poder ser recibido. Pudo haber pertenecido a una casta, pero subordinada bajo el dominio español. Siendo de clase subalterna en términos de relación con el español, pero en términos de las comunidades indígenas pudo haber tenido cierto linaje. Por ejemplo, es como lo que sucede ahora, no cualquier peregrino podría ir a visitar al cardenal en turno. Regularmente se señala que Juan Diego sí fue parte de ciertos núcleos privilegiados.
Felipe Gaytán Alcalá (profesor e investigador de la Universidad La Salle)

En reacción a las corrientes negacionistas o escepticistas, están defensores de Juan Diego y la aparición de la Virgen de Guadalupe como el cardenal Norberto Rivera, el investigador Xavier Escalada o la investigadora Asunción García Samper de la Biblioteca Nacional de México en Historia y Antropología. Ambientes católicos llegarían a afirmar ese negacionismo a Juan Diego y el hecho guadalupano serían producto de un prejuicio de epistemología racionalista que niega la posibilidad de que Dios haya intervenido en el mundo material ni que pueda ser registrado tal contacto en la historia de los hombres con las experiencias de las Revelaciones divinas. Como respuesta a este debate historiográfico, en 1998, la Iglesia católica (a través de la Congregación Vaticana para las Causas de los Santos) realizó una Comisión histórica que estudiaría la historicidad de Juan Diego y la Virgen de Guadalupe antes de proseguir con la canonización de Juan Diego, con el historiador Fidel González Fernández (sacerdote comboniano y profesor de las Universidades Pontificias Urbaniana y Gregoriana), experto en Historia eclesiástica, como presidente de la junta, además de ser asistido por los historiadores José Luis Guerrero Rosado y Eduardo Chávez Sánchez. Para el 28 de octubre de 1998 se hizo una exposición para resolver las dudas con respecto a la problemática histórica, concluyéndose a favor de que era un hecho demostrable, declarándolo como real, y presentando 27 archivos con testimonios indígenas guadalupanos, así como 8 de origen mestizo indo-española. Además de criticar la tesis del «silencio histórico-documental» como prueba de invención mitológica por la aparente ausencia de 20 años de documentos históricos que se refieran al hecho, afirmando que muchas fuentes de esos años habrían sido destruidas (según relatan autores de la época como fray Bernardino de Sahagún y Gerónimo de Mendieta) o perdiéndose por incendios de bibliotecas (como la del Archivo del Cabildo de México de 1692), o por la «crisis del papel» de la Nueva España, que hizo que se sacrificaran documentos para reutilizar su papel para otros fines. Mencionándose a su vez que en tiempos virreinales ya se habían propuesto investigaciones para confirmar su veracidad histórica, como un proceso en 1666 (propuesto por el obispo de Puebla y el virrey novohispano) para reconocer el hecho, o una misión personal de Lorenzo Boturini Benalluci en 1739 por el que recogió muchos documentos sobre el hecho guadalupano, o la presentación de las Informaciones jurídicas de 1666 por la Sagrada Congregación de Ritos de la Coronación Canónica de la Virgen de Guadalupe en 1894 para responder «animadversiones». Finalmente, los resultados de esta comisión fueron recopiladas en un volumen de 500 páginas con el nombre de El encuentro de la Virgen de Guadalupe y Juan Diego, que sería publicado para agosto de 1999. Ahí también se mencionaría registros arqueológicos de la existencia de una casa indígena prehispánica al lado de una pequeña capilla (debajo de una iglesia dedicada a la Virgen de Guadalupe) en donde habría nacido Juan Diego, Cuautitlán, confirmando lo relatado por las tradiciones orales.

Los antiaparicionistas, sin embargo, no pueden explicar con elementos históricos algunos aspectos decisivos de la historia de México sin tener en cuenta el milagro de Guadalupe. Como, por ejemplo, el que, después una conquista dramática y tras dolorosas divisiones y contraposiciones en el seno del mundo político nahuatl, en un lugar significativo para el mundo indígena, en el cerro del Tepeyac, se levantara en seguida una ermita dedicada a la Virgen María bajo el nombre de Guadalupe, que con la Guadalupe de España coincide sólo en el nombre.

No explican tampoco cómo Guadalupe se convirtió en señal de una nueva historia religiosa y de encuentro entre dos mundos hasta ese momento en dramática contraposición.
La historicidad del beato ha quedado tan fundamentada que el presidente de la Comisión creada por la Congregación romana para las Causas de los Santos, Fidel González, está estudiando los orígenes sociales de Juan Diego. No se sabe si era un noble indio o un «pobre» indio. Se trata de una confusión provocada por las traducciones del Nican mopohua al castellano.

Existen otras muchas pruebas históricas sobre la existencia de Juan Diego, como, por ejemplo, la tradición oral, fuente decisiva al estudiar a los pueblos mexicanos, cuya cultura era principalmente oral. Esta tradición, en esos casos suele obedecer a cánones bien precisos y, en el caso de Guadalupe, siempre confirma la figura histórica y espiritual de Juan Diego.

## Documentos relacionados
La Iglesia católica reconoce los siguientes documentos relacionados con san Juan Diego y la Virgen de Guadalupe:

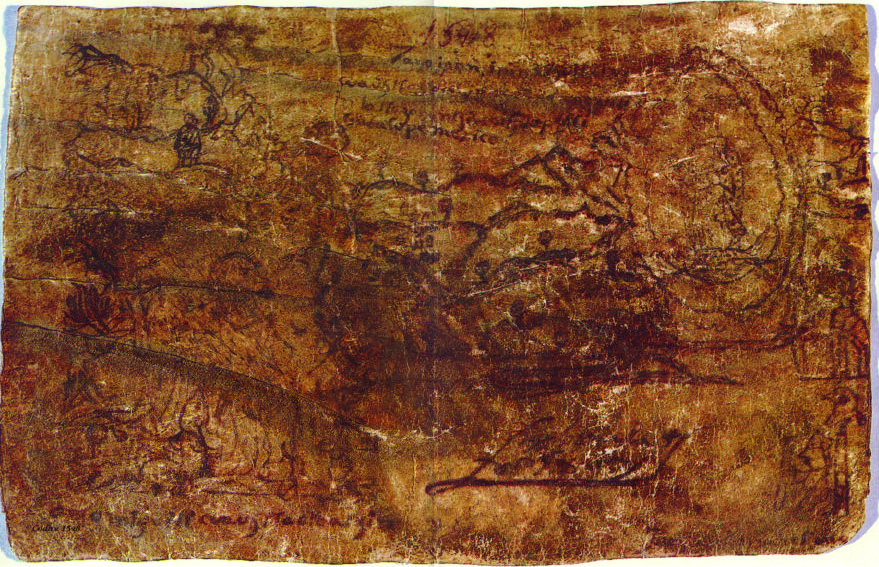
Códice Escalada

### Documentos históricos mestizos
- El Códice Escalada (o Códice 1548), documento descubierto en 1995, que data del siglo XVI,[36] que contiene el nombre y el año de la muerte de Cuauhtlatoatzin, así como el año en que se le apareció la virgen María.[37] Además contiene una o dos apariciones de la Virgen en la que se aprecian la figura de Juan Diego y algo difusa la de la Virgen;[38] contiene el glifo de Antonio Valeriano; y por último, la firma de Fray Bernardino de Sahagún autentificada por peritos del Banco de México[39] y por el experto en holografía sahaguntina, el estadounidense Dr. Charles E. Dibble.

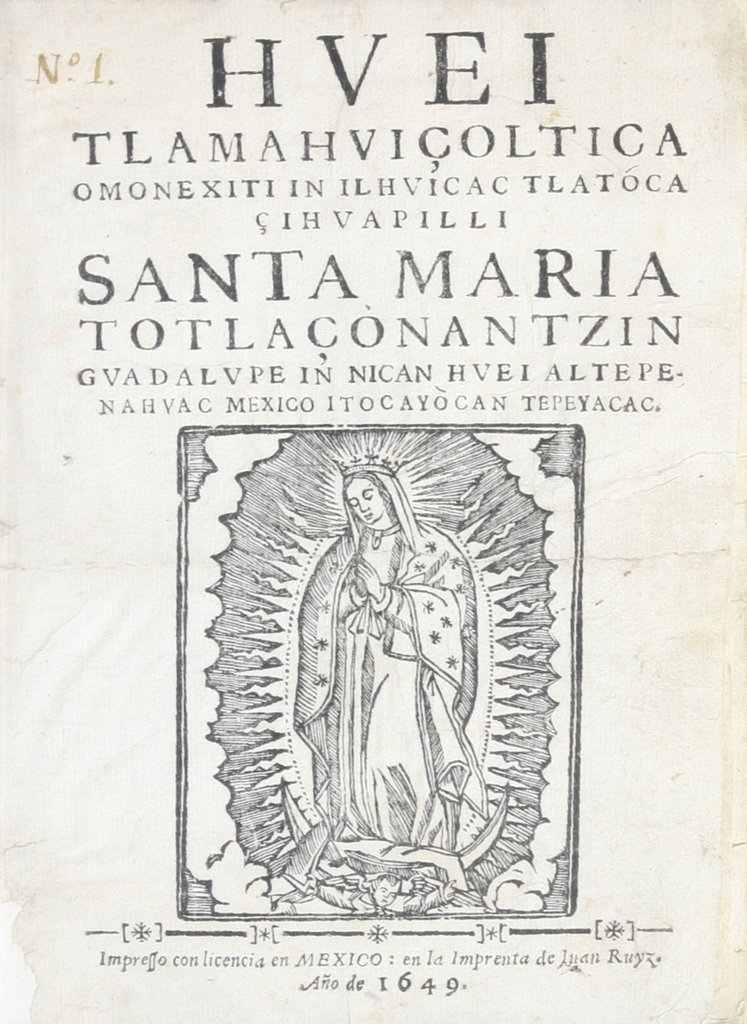
Huei Tlamahuizoltica conteniendo los 3 Nican

- Huei Tlamahuizoltica conteniendo los 3 NicanEl Códice florentino, obra escrita por Bernardino de Sahagún (1499-1590), donde el mismo expresa su preocupación que podría generar el culto en el Tepeyac y el uso del nombre Tonantzin para llamar a Nuestra Señora de Guadalupe[40][41]
- El Inin Huei Tlamahuiçoltica, texto escrito en náhuatl, que significa ‘el gran acontecimiento’ o ‘la gran maravilla’, publicado en 1649 por Luis Lasso de la Vega. Se trata de la unión de dos escritos, a saber, el Nican mopohua de Antonio Valeriano y el Nican motecpana de Fernando de Alva Ixtlilxóchitl, enriquecido con leves adiciones personales del propio Lasso de la Vega, y llevado, como se ha dicho, a las prensas. Del análisis de los documentos mencionados se colige que Lasso de La Vega escribió solamente la introducción y la conclusión del libro.[42][43]
- El Inin Huey Tlamahuizoltin, llamado también La relación primitiva, es un texto náhuatl compuesto hacia 1580, atribuido posiblemente al padre Juan González, quien según la tradición sirvió como intérprete entre el obispo Zumárraga y Juan Diego.[44][45]
- El Mapa de Fernando de Alva Ixtlilxóchitl, mapa elaborado por Fernando de Alva Ixtlilxóchitl donde figura la aparición de la Virgen de Guadalupe a Juan Diego.[46]
- El Nican motecpana, texto náhuatl escrito en 1590 por Fernando de Alva Ixtlilxóchitl (1570-1649), autoría que consta por el testimonio de Carlos de Sigüenza y Góngora. Su nombre procede de las primeras palabras con que comienza su texto: «Aquí se pone en orden…». Es un documento que complementa al Nican mopohua y proporciona rica información sobre la persona misma de Juan Diego Cuauhtlatoatzin, su esposa María Lucía y el tío de Juan Diego: Juan Bernardino. Asimismo, narra concretamente 14 milagros atribuidos a la intercesión de la Virgen de Guadalupe.[47]
- El Testamento de Francisco Verdugo Quetzalmamalitzin. Aunque no constituye una prueba directa de las apariciones ni menciona expresamente a Juan Diego, este testamento, otorgado el 2 de abril de 1563, sí certifica que el testador era devoto de la Virgen de Guadalupe.[48]
- El Testimonio de Fernando de Alva Ixtlilxóchitl respecto de favores a los habitantes de Teotihuacán.[49]

### Documentos históricos españoles
Existen varios documentos escritos por funcionarios españoles de la época:
- 1554: El testimonio de Francisco Cervantes de Salazar, cuya obra es Tres diálogos latinos impresa en 1554. En esta obra, el autor describe los alrededores de la Ciudad de México y consigna entre ellos la ciudad india de Tepeaquilla (Tepeyac). La cita hace referencia explícita, pues, a una iglesia en Tepeyac.[51]
- 1556: Las Informaciones tienen por objeto la polémica entre el segundo arzobispo de México, fray Alonso de Montufar (quien era partidario del culto a la Virgen de Guadalupe), y el provincial franciscano fray Francisco de Bustamante (quien no lo era), en el año 1556.[52]
- 1560: El Testimonio de Andrés de Tapia, en el que Tapia habla con claridad de la imprimación de la imagen de Santa María de Guadalupe en el ayate de Juan Diego. El testifica lo siguiente: «...para primer obispo de Tenochtitlan al ilustrísimo Señor Don Fray Juan de Zumárraga, a quien se le apareció la Santísima Virgen de Guadalupe estampándose en el ayate de Juan Diego, indio del pueblo de San Juanico, sujeto a Tlaltelolco, el día doce de diciembre…».[53]
- 1562: El Mapa de Uppsala. Se trata de un pergamino que contiene una descripción cartográfica de la Ciudad de México y sus alrededores entre 1556 y 1562, y claramente revela la existencia de una iglesia en el Tepeyac.[54]
- 1568: El Testimonio del pirata inglés Miles Philips. El pirata inglés Miles Philips formaba parte de una tripulación que terminó en las costas del Pánuco, fue capturado y posteriormente enviado a la capital novohispana. El describe al Tepeyac, a dos leguas de la Ciudad de México: «... en un lugar en donde los españoles han edificado una magnífica iglesia dedicada a la Virgen. Tienen allí una imagen suya.. a esta imagen llaman en español Nuestra Señora de Guadalupe. Todos los años, el día de la fiesta de Nuestra Señora, acostumbra la gente venir a ofrecer y rezar en la iglesia ante la imagen y dicen que Nuestra Señora de Guadalupe hace muchos milagros».[55]
- 1568: Las Actas de Cabildo afirman que los canónicos de la Catedral se podían ausentar de la misma con tal de ir a la ermita de Nuestra Señora de Guadalupe. «... en lo que toca a la ida de Nuestra Señora de Guadalupe el día de la Natividad de Nuestra Señora que el que hubiere de ir de hoy en adelante, vaya con licencia si la pidiere». Suponiendo el incumplimiento de sus responsabilidades en la Catedral, en las actas de 1569 se acordó sancionar económicamente a quienes sin permiso se ausentaran de la misma «y que los señores que quedaren en la Iglesia (la Catedral) el día que se celebra la fiesta (de Guadalupe) que éstos puedan venir y ganar presentes».[56]
- 1569: Las Actas de Cabildo. Suponiendo el incumplimiento de sus responsabilidades en la Catedral, en las actas de 1569 se acordó sancionar económicamente a quienes sin permiso se ausentaran de la misma «y que los señores que quedaren en la Iglesia (la Catedral) el día que se celebra la fiesta (de Guadalupe) que estos puedan venir y ganar presentes».[56]
- 1570: La Descripción del Arzobispado de México consta de la descripción, rendida por el P. Antonio Freire, capellán de la ermita de Nuestra Señora de Guadalupe. Este testimonio es importante, pues nos habla de la existencia de la ermita y de su culto. Entre lo que escribe está lo siguiente: «En la Ciudad de Méjico, diez días del mes de enero de mil e quinientos e setenta años, yo, Antonio Freire, clérigo presbítero, capellán de la ermita de Nuestra Señora de Guadalupe Tepeaca, en esta Nueva España, en cumplimiento del mandado del ilustrísimo y reverendísimo señor don Fr. Alonso de Montúfar»[57]
- 1575: Las Pretensiones de los jerónimos de Extremadura en España que deseaban convertir Guadalupe de México en una dependencia de Guadalupe de Extremadura (España) por cuestiones económicas. El virrey Martín Enríquez le escribe en 1575 al rey Felipe II dando una respuesta negativa a los jerónimos, al escribir que la Guadalupe de México no tenía nada que ver con la Guadalupe de España y les niega sus pretensiones, escribiendo también que: «Sobre lo que toca a la fundación de la ermita de Nuestra Señora de Guadalupe... es que en el año de 1555 o 56 estaba allí una ermitilla, en la cual estaba la imagen que ahora está en la iglesia, y que un ganadero, que por allí andaba, publicó haber cobrado salud yendo a aquella ermita».[58]
- 1576: El arzobispo Pedro Moya Contreras y la petición de indulgencias a Roma, en la que Moya de Contreras solicita al papa Gregorio XIII indulgencias particulares para el Santuario de Guadalupe en el año 1576. En 1573, el Papa ya había concedido a los fieles que visitasen la Iglesia de Santa María de Guadalupe, según las modalidades acostumbradas, indulgencia plenaria y otras indulgencias durante diez años. Pero tras la petición de Moya de Contreras, Gregorio XIII, en 1576, confirma las indulgencias para otros 10 años más y las extiende también a la Catedral de México, para evitar que los fieles dejasen de visitar esta por acudir al Santuario de Guadalupe.[59]
- 1568: El Testimonio de Bernal Díaz del Castillo, donde él atribuye el triunfo de los conquistadores a «la gracia de la Virgen de Guadalupe» y habla de los milagros del Tepeyac. Él escribe en su Historia verdadera de la conquista de Nueva España: «Y miren qué hay de hospitales, y los grandes perdones que tienen, y la santa casa de Nuestra Señora de Guadalupe, que está en lo de Tepeaquilla, donde solía estar asentado el Real de Gonzalo de Sandoval cuando ganamos a México: y miren los santos milagros que ha hecho y hace de cada día, y démosle muchas gracias a Dios y a su bendita madre Nuestra Señora por ello, que nos dio gracia y ayuda que ganásemos estas tierras, donde hay tanta cristiandad».[60]

Los restantes documentos históricos españoles son testamentos, donativos y mandas a favor de Nuestra Señora de Guadalupe ubicada en Tepeaquilla (Tepeyac) que van del año 1537 a 1580:
- 1537: El Testamento de Bartolomé López.[61]
- 1539: Los Pagarés de María Gómez.[62]
- 1562: El Censo de Martín de Aranguren.[63][64]
- 1564: El Testamento de Alonso Montabte.[65]
- 1564: El Testamento de Alonso Montes.[66]
- 1572: El Testamento de Sebastián Tomelín.[67]
- 1577: El Testamento de Alonso Hernández de Giles.[68]
- 1580: El Testamento de Anna Sánchez.[69]
- 1577: El Testamento de Elvira Ramírez.[70]

### Documentos históricos indígenas
Estos son los siguientes:

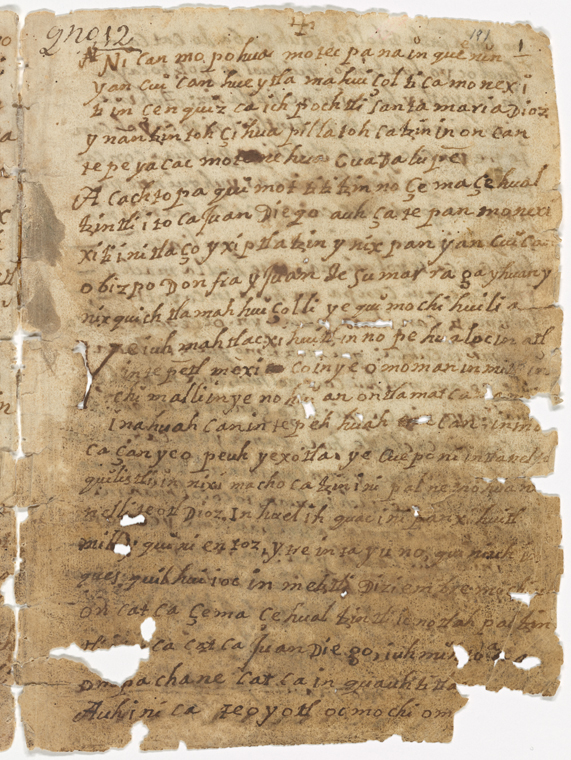
Nican Mopohua Original

- El Nican mopohua, texto náhuatl, la lengua azteca, escrito hacia 1545 por Antonio Valeriano (1516-1605), ilustre tepaneca, alumno y después profesor y rector del Colegio de Santa Cruz de Tlatelolco, gobernador de México durante treinta y cinco años; publicado en 1649 por Luis Lasso de la Vega, capellán de Guadalupe; y traducido al español por Primo Feliciano Velázquez en 1925. Este documento precioso es probablemente el primer texto literario náhuatl, pues antes de la conquista los aztecas tenían solo unos signos gráficos, como dibujos, en los que conseguían fijar ciertos recuerdos históricos, el calendario, la contabilidad, etc.[72][73]
- Los Anales antiguos de México y sus contornos. Actualmente, casi todos los originales se encuentran perdidos, salvo el códice conocido como Guadalupano de Gómez de Orozco. Con todo, se dispone de una compilación, realizada en el siglo XIX, por orden de José Fernando Ramírez, que incluye 26 copias, extractos y traducciones de los manuscritos originales. En alguno de estos documentos se dan referencias al hecho guadalupano.[74]
- Los Anales de Chimalpahin o Relaciones de Chalco Amaquemecan. Séptima relación. Su autor es Domingo Francisco de San Antón Muñoz Chimalpahin Quatehuanitzin y consta de 272 páginas escritas en náhuatl entre los años 1606 y 1631. Divide su obra en 8 capítulos diferentes llamados «relaciones», siendo la séptima la que contiene la aparición de la Virgen de Guadalupe.[75][76]

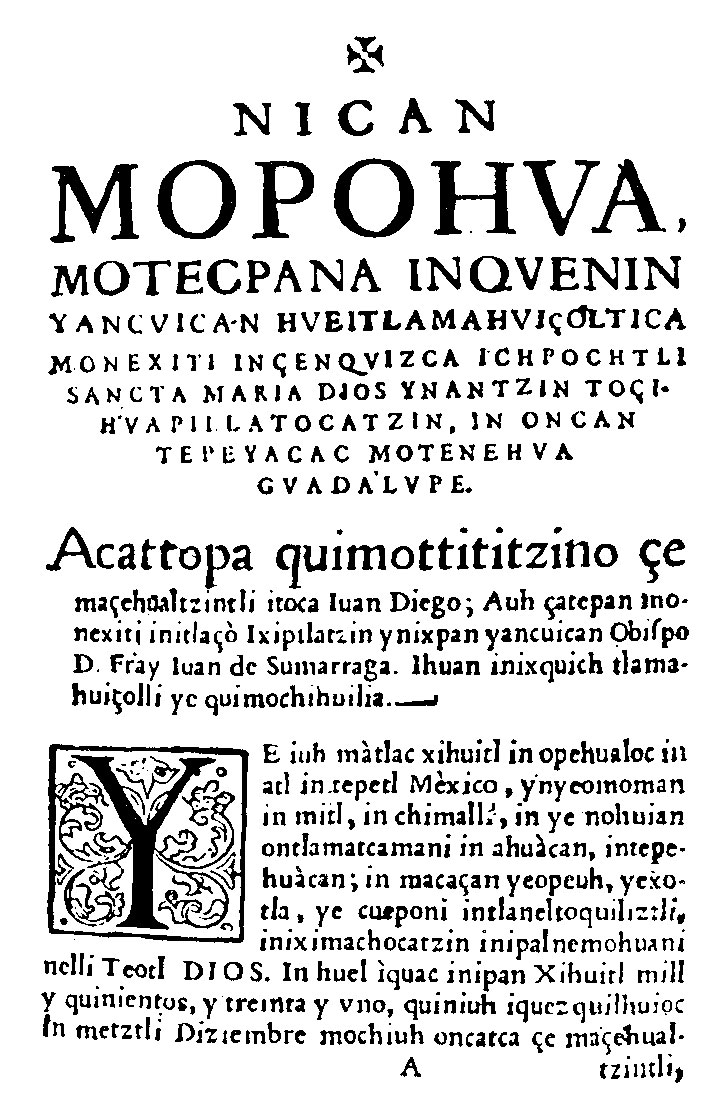
Nican Mopohua - Transcripción

- Nican Mopohua - TranscripciónLos Anales coloniales de Tlatelolco y México. Fueron realizados por un anónimo en la primera mitad del siglo XVII. Comprende del año 1519 al de 1633. Cierto pasaje de estos anales dice traducido al español: «1631. En el año 11 Casa fue cuando hubo eclipse de sol a las tres horas. Pronto salió otra vez, no duró mucho. Y fue cuando se trajo acá a la Gran Señora del Tepeyac, Nuestra Señora de Guadalupe». Consta con toda certeza que no hubo eclipse alguno en México en 1631, sino que sí lo hubo cien años antes, el 18 de marzo de 1531.[77][78]
- Los Anales del Indio Juan Bautista o Diario de Juan Bautista o Crónica de Juan Bautista es un diario personal realizado por un indio llamado Juan Bautista que narra acontecimientos entre 1528 y 1586. El diario se refiere a la «aparición» de la Virgen en el Tepeyac, que el autor sitúa hacia 1555. Juan Bautista escribió en náhuatl. La versión castellana se debe a Ángel María Garibay Kintana.[79]
- Los Anales de México y sus alrededores o Anónimo A (bautizado así por Ángel María Garibay) abarca los años de 1546 a 1625. El pasaje que refiere traducido al español es el siguiente: «1556, 12 Pedernal. Bajó [descendió hacia acá] la noble señora a Tepeyácac; fue también cuando humeó una estrella». Aunque el año europeo está equivocado, dos elementos sincrónicos lo hacen coincidir con el de 1531: La denominación 12-Pedernal (correspondiente con dicho año) y la aparición del cometa Halley en 1531.[80]
- Los Anales de Puebla y Tlaxcala o Códice Gómez de Orozco o Anales de Cuetlaxcoapan o Anónimo C (llamado así por Ángel María Garibay), llamado así por Federico Gómez Orozco, fue elaborado por un autor anónimo en Cuetlaxcoapan, Puebla. Ofrece información sobre hechos históricos comprendidos entre 1519 y 1720 (este último año escrito, por cierto, en forma incorrecta: 17020). En este códice está escrito: «1510 […] En este año vino Presi[dente] (de la II Audiencia) de nuevo a gobernar en México; también este año se dignó aparecer nuestra amada Madre de Guadalupe, se dignó aparecerle a un indito de nombre Juan Diego» cuyo año obviamente está equivocado, pues en 1531 vino Sebastián Ramírez de Fuenleal, Presidente de la Segunda Audiencia a México, y no en 1510.[81][82]
- Los Anales de Puebla y Tlaxcala o Anales de los sabios tlaxcaltecas o Anales de Catedral. De autor anónimo, consigna hechos históricos comprendidos de 1519 a 1739. El pasaje importante de estos anales, traducido al español, refiere lo siguiente: «Año de 1531. Los cristianos allanaron Cuetlaxcoapan, Ciudad de los Ángeles. En este mismo año se dignó aparecer a Juan Diego Nuestra Preciosa Señora de Guadalupe de México». Otro pasaje traducido al español refiere también esto: «Año de 1548. Murió dignamente Juan Diego, a quien se le apareció la preciosa Señora de Guadalupe de México». El manuscrito original de estos anales se halla perdido; se conoce la copia hecha por Faustino Galicia Chimalpopoca. En el original había algunas glosas y dibujos, y en la sección del año de 1519, una breve descripción de la imagen guadalupana, que mencionaba su altura, número de estrellas en el manto y resplandores alrededor del cuerpo.[83]
- Los Anales de Tlatelolco y México, documento tlatepotzca, de la zona de Puebla, elaborado en el siglo XVII. Comprende hechos entre 1524 y 1686. El texto menciona: «1530. En este año vino el presidente (de la II Audiencia) recientemente a gobernar a México. En este mismo año vino recientemente el gobernante sacerdote obispo, su reverendo nombre Fray Juan de Zumárraga, sacerdote de San Francisco. Entonces se dignó aparecer nuestra preciosa madrecita de Guadalupe». Ninguno de los acontecimientos consignados sucedió precisamente en el año español de 1530. El «presidente» mencionado (que lo es el de la Segunda Audiencia, Sebastián Ramírez de Fuenleal), llegó a México el 23 de septiembre de 1531.[84]
- Los Anales de Tlatelolco y México o Anales de Juan Miguel. De autor anónimo, realizado a mediados del siglo XVII. Consigna acontecimientos que van de 1519 a 1662, asimismo con discrepancias respecto de la colocación de las fechas. Consta de solo 4 hojas escritas en náhuatl, destacando la siguiente noticia traducida al español: «1631. Aquí en este año se trajo la amada reina de Guadalupe Tepeyácac».[85]
- Los Anales de México y sus alrededores o Anónimo B (llamado así por Ángel María Garibay) fueron elaborados en la región del estado de Puebla y comprenden de los años 1524 a 1674. El texto importante de este documento señala lo siguiente traducido al español: «1510 Año Pedernal. Aquí en este año vino nuevamente el Presi[dente] aquí a gobernar en México y también se dignó aparecerse nuestra Preciosa Madrecita de Guadalupe, allá en México se dignó aparecer a un indito de nombre Juan Diego». El P. Ángel María Garibay escribió respecto de este pasaje: «El nombre del año no está escrito, pero en la casilla a que corresponde la noticia está representado un pedernal: se trata de un año de ese signo, y abajo la fecha a la manera europea 1530, que estaba antes mal escrita 1510 y fue enmendada. Las casillas de antes y después están en blanco».[86]
- El Añalejo de Bartolache o Manuscrito de la Universidad, de autor anónimo, realizado en la región de Puebla. Hallado por José Ignacio Bartolache, que copió y autentificó un fragmento. Solo se posee una copia, ya que el original se ha perdido y parecía que constaba de 24 fojas útiles en octavo. Estos Anales históricos comprenden el período señalado entre 1454 y 1737.[87] El fragmento autentificado señala traducido al español: «Año caña 1531. Los castellanos asentaron [fundaron] Cuetlaxcoapan, Ciudad de los Ángeles, y se dignó aparecer a Juan Diego la preciosa Señora de Guadalupe de México [donde] se nombre Tepeyac». También menciona lo siguiente: «Año técpatl, 1548. Murió dignamente Juan Diego [a quien] se dignó aparecer la amada Señora de Guadalupe de México. Granizó en el cerro blanco».[88]
- Los Ms. cantares mexicanos, fols. 26 v.-27 v.: Teponaxcuícatl o Cantar del Atabal o Pregón del Atabal o Cantar de Francisco Plácido reúne un grupo heterogéneo de materiales, reunidos por anónimo autor y terminado hacia 1597. Entre los diversos asuntos que se contienen en el valioso manuscrito, está el canto o poema conocido como Tepoanxcuícatl o Pregón del Atabal.[89]
- El Códice en Cruz es un documento de carácter histórico hecho entre 1553 y 1569, en la región de Texcoco. Comprende el período que va de 1502 a 1557. Aunque no figura en él alusión ninguna al Acontecimiento Guadalupano, en la lámina 17, figura 4, que se refiere a 1531, hacia arriba, se figura el cometa Halley, lo cual es muy importante porque en el año 13-Caña (1531) se consignó la aparición de un cometa, hecho que coincide con otras informaciones sobre la aparición.[90]
- El Códice Techialoyan (710) o Códice de Santa María Calacohuayan o Códice Sutro. Este códice del siglo XVIII, de autor anónimo, fue elaborado en Santa María de Calacohuayan, Estado de México. Se trata de una imagen dibujada en la parte superior del folio 3v, que posiblemente sea la imagen de la Virgen de Guadalupe.[91][92] (Códice de Santa María Calacohuayan o Códice Sutro).
- El Códice Telleriano Remensis pintado hacia 1562 o 1563. No alude directamente al hecho guadalupano, pero sí consigna en el folio 44 que «humeó una estrella», con lo que confirma lo que otros códices hacen coincidir con la fecha de la aparición en 1531, en que se dejó ver el cometa Halley.[93]
- El Códice de Tetlapalco o Códice Brooklyn o Saville Codex o Texplapalco o Tetlapalco o Telapalco o Códice protohistórico o Anales de la Fundación Heye contiene anales histórico-genealógicos comprendidos entre 1415 y mediados del siglo XVI. En su parte superior y final, se pinta una imagen mariana muy parecida a la Virgen de Guadalupe, cuya túnica es de color rosa salmonado, y el de su manto, verde mar pálido. Tanto túnica como manto son idénticos a la imagen del Tepeyac, lo mismo que la inclinación de su cabeza hacia el hombro derecho, así como los pliegues del manto, cintura y mangas. Asimismo, resulta que la Virgen cae precisamente frente al círculo que corresponde al año de 1531. Sin embargo, no existen glosas que permitan identificar la imagen con mayor precisión.[94]
- El Códice Vaticano A o Códice Vaticano 3738 o Códice Ríos o Codex Caticanus. Este códice fue pintado entre 1563 y 1570, probablemente en Italia. En el folio 88 r. (91 r., según las ediciones más recientes), pictografía de una estrella con volutas de humo, o sea, la aparición de un cometa: el Halley. Esto confirma lo que otros códices hacen coincidir con la fecha de la aparición: 1531.[95][96]
- Las Noticias curiosas de Gómez Orozco.[97]
- El Testamento de Cuauhtitlan 1559 o Testamento de Juan García Martín o Testamento de Juana Martín o Testamento a Gregoria María fue expedido el sábado 11 de marzo de 1559. El testamento menciona al indio Juan Diego, su matrimonio con Malintzin y la posterior muerte de esta. Después menciona lo siguiente: «A los cuantos días después se verificó una cosa prodigiosa allá en Tepeyácac, pues en él (Juan Diego) se descubrió o apareció la hermosa Señora Nuestra Santa María, cuya imagen vimos allí en Guadalupe, la que nos pertenece a nosotros los de esta ciudad de Cuautitlán».[98][99][100]
- La Tira de Tepechpal, de autor anónimo, fue elaborada en la zona del valle de México, a lo largo de varios siglos y se terminó a finales del siglo XVI. En ella se narran en forma pictográfica los acontecimientos más importantes ocurridos en los últimos 300 años, de 1298 a 1596. El documento cita el año 13-Caña, correspondiente al de la aparición guadalupana y a una procesión que se habría efectuado el 26 de diciembre de 1531. Aparecen tres figuras que parecerían ir en procesión; representan realmente al obispo Sebastián Ramírez de Fuenleal (Presidente de la Audiencia), a Hernán Cortés y al obispo Fray Juan de Zumárraga.[101]

### Otros documentos históricos
- Las Informaciones jurídicas de 1666, la iniciativa de realizarlas fue hecha por Francisco de Siles quien propuso pedir a la Iglesia de Roma una Misa propia con texto alusivo a las apariciones guadalupanas y la estampación de la imagen, además de oficio divino propio, y que se hiciera precepto oír Misa el 12 de diciembre, última fecha de las apariciones de la Virgen a Juan Diego como nueva fecha para conmemorar las Apariciones (que hasta entonces era el 8 de septiembre, día del nacimiento de la Virgen). La Sagrada Congregación de Ritos respondió que semejante petición debía ir acompañada de Informaciones que siguieran un proceso legal y notarial, para ser consideradas, Para eso se necesitaba contestar un cuestionario, donde se recogería información lo más directa y completa posible, sobre la aparición.[102]

Las Informaciones fueron hechas a instancias de Roma, en las que depusieron 7 maestros en el arte de la pintura, 3 peritos llamados «protomédicos» y 20 testigos, 8 de ellos indígenas de avanzada edad que habrían sido hijos o nietos de personas que habrían tenido contacto directo con el vidente. Después de varios años, en 1754 la Congregación de Ritos confirmó el valor auténtico de las apariciones y concedió la celebración de misa y oficio propios para la fiesta de Guadalupe para el día 12 de diciembre.
- En el siglo XVII hay varias Historias de las apariciones de Guadalupe, publicadas por el bachiller Miguel Sánchez (1648), el bachiller Luis de Becerra Tanco (1675), el padre Francisco de Florencia S. J. (1688) y el presbítero Carlos de Sigüenza y Góngora (1688).

Según el análisis de comisiones históricas de la iglesia, se puede concluir la existencia de una convergencia en lo esencial entre todas estas fuentes examinadas:

1. En los inicios de la presencia española en México, y precisamente en el valle del Anáhuac, después de una conquista dramática y tras dolorosas divisiones y contraposiciones en el seno del mundo político «náhuatl», en un lugar significativo para el mundo indígena, el cerro del Tepeyac, se levanta en seguida una ermita dedicada a la Virgen María bajo el nombre de Guadalupe, que con la Guadalupe de España coincide sólo en el nombre.

2. Con una fuerza increíble la ermita de Guadalupe se convierte en punto de atracción devocional, en señal de una nueva historia religiosa y de encuentro entre dos mundos hasta ese momento en dramática contraposición.
3. En torno a la primitiva ermita se desarrolla una devotio creciente, ya sea de parte de los indios como de los españoles, criollos y mestizos, que ninguno ―tampoco los influyentes frailes misioneros mendicantes― pudieron frenar. Esta devotio se convierte en el punto de convergencia de los diferentes grupos, «la casa común de todos» que reconocen en María, la «Madre de Aquel por quien se vive» (como la llama el Nican mopohua), la Madre de todos.
4. Esto viene progresivamente señalado por las fuentes: con más fuerza por las indígenas y poco a poco por las españolas. Las indígenas hablan muy pronto de las apariciones e indican con claridad al indio Juan Diego; las españolas son máslentas al principio en las referencias juandieguinas y subrayan más el centro del evento, que es la mediación de la Virgen María.
5. Entre las fuentes, la tradición oral entre los indígenas ocupa un lugar privilegiado.
6. Las fuentes orales, escritas, representaciones (pinturas, esculturas...) y arqueológicas, muestran cómo en torno al hecho guadalupano se desarrolla una creciente atención y devotio, a la cual va íntimamente ligada la veneración popular del vidente beato Juan Diego Cuauhtlatoatzin, considerado como «embajador de la Virgen María».
7. En los lugares vinculados a la vida de Juan Diego se conserva una memoria viva entre los indígenas, ya a partir del siglo XVI, con signos crecientes de veneración. Sobre el lugar donde la tradición decía que surgía su casa natal se levantó una iglesia en honor de la Virgen. Las excavaciones arqueológicas han confirmado la existencia de una casa indígena de finales del siglo XV o principios del XVI debajo y en los aledaños del templo.
8. Los franciscanos al principio permanecieron más bien hostiles ante la aceptación del culto de la Virgen de Guadalupe. Hay que leer los motivos de tal hostilidad a la luz de su conocida metodología misionera frente al mundo cultural y religioso indígena y al miedo de un comprensible sincretismo.

9. El documento llamado Informaciones de 1666 es uno de los más seguros, por su naturaleza jurídica, por su objetivo, por su destinatario y por la calidad de los testigos, sobre todo indios, que nos dan abundantes noticias transmitidas por su tradición oral relativas al Acontecimiento guadalupano y a su paisano Juan Diego culto a los santos (1634). Sin embargo, tales disposiciones cooperaron a suspender cautelosamente formas explícitas de culto, pero sin llegar nunca a erradicarlo de la mentalidad popular, como lo demuestran los numerosos documentos de la segunda mitad del siglo XVII en adelante..

## En la cultura popular

### Cine

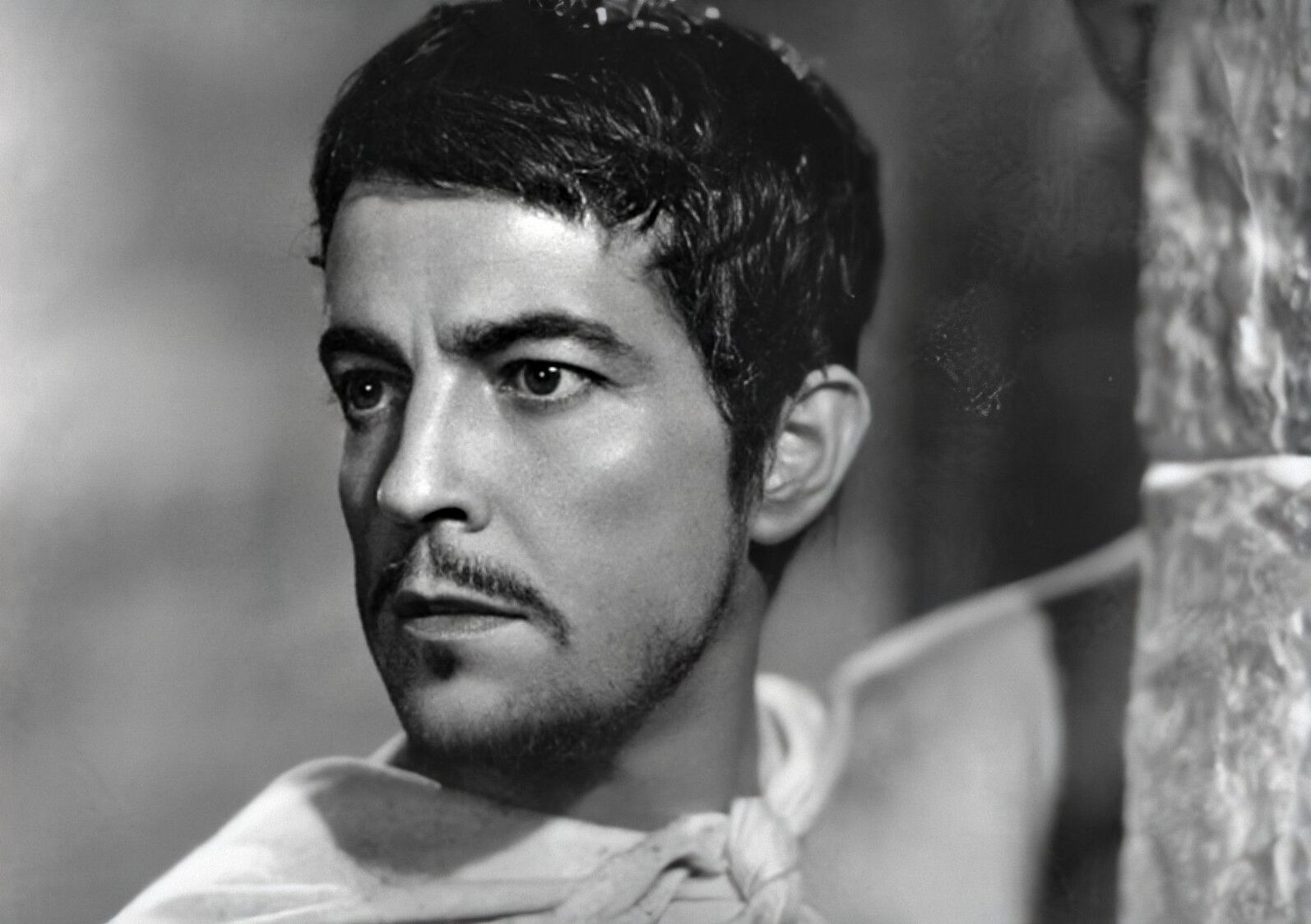
Ramón Novarro caracterizado como Juan Diego en La virgen que forjó una patria (1942).

- 1917: El milagro del Tepeyac; México
- 1918: La Virgen de Guadalupe (cortometraje documental); México[107]
- 1926: El milagro de la Guadalupana o Milagros de la Guadalupana (México)[108]
- 1931: Alma de América (México)
- 1939: La reina de México (mediometraje); México[109]
- 1942: La virgen morena (México)[110]
- 1942: La virgen que forjó una patria (México)[111]
- 1959: Las rosas del milagro (México)
- 1976: La Virgen de Guadalupe (México)[112]
- 1987: El pueblo mexicano que camina (documental); México[113]
- 2006: Guadalupe (México y España)
- 2015: Guadalupe: the miracle and the message o Guadalupe: el milagro y el mensaje (mediometraje documental); Estados Unidos[114][115]
- 2021: Tepeyac, la película (animación); México y España[116][117][118]

### Televisión
- 1975: El milagro de vivir (telenovela) dirigida por Ernesto Alonso; México
- 1982: El gran acontecimiento, Nican mopohua (mediometraje animado), México[119]
- 1997: Los enigmas de Guadalupe (video documental); México[120]
- 2001: Juan Diego messenger of Guadalupe (video animado); Estados Unidos[121]
- 2002: La Virgen de Guadalupe (serie de televisión); México[122]
- 2002: Virgen de Guadalupe, entre la fe y la razón (mediometraje de televisión); México[123]
- 2004: El misterio de la Virgen de Guadalupe (documental de televisión); México
- 2010: 1531, la historia que aún no termina (documental de televisión); México[124]
- 2015: Juan Diego, el indio de Guadalupe (película de televisión); México